# 新潟中央短期大学
新潟中央短期大学（にいがたちゅうおうたんきだいがく、英語: Niigata Chuoh Junior College）は、新潟県加茂市希望ヶ丘2909-2に本部を置く日本の私立大学。1920年創立、1968年大学設置。大学の略称はちゅうたん。

## 概観

### 大学全体
- 新潟県加茂市に所在する日本の私立短期大学で、設置主体は学校法人加茂暁星学園。
- 1968年に暁星商業短期大学として設置された。幼児教育学科の増設により一旦2学科となったが、現在は後に設置された保育系の短大に変わっている。現在、共学である。

### 建学の精神（校訓・理念・学是）
- 新潟中央短期大学のおける建学の精神は「業学一如」となっている。

### 教育および研究
- 新潟中央短期大学には幼児教育学科が設置されており、授業の一環でもある学生の大イベントとしてミュージカルの創作がある（中央短期大学ミュージカル）。
- 卒業研究として「まなびの記念碑」を創るというプログラムがある。
- 海外研修として、イタリアミラノでの保育学校を訪れる。

### 学風および特色
- 新潟中央短期大学は仏教の思想に基づいた教育が行われている。
- 少人数教育がなされている。
- 2007年度より各7年ごとに実施されてきた財団法人短期大学基準協会による第三者評価の結果、すべて適格と認定される。

## 沿革
- 1920年
  - 9月10日 曹洞宗大昌寺内において西村大串により加茂朝学校が創設される[注 2]。
- 1968年
  - 3月15日 左記を以て文部省[注 3]より短期大学の設置が認可される。[3]。
- 1968年
  - 4月1日 暁星商業短期大学（ぎょうせいしょうぎょうたんきだいがく）として以下の学科体制にて開学[注 4]。
    - 商業科
      - 第一部 入学定員150名[注釈 1]
      - 第二部 入学定員80名[注釈 1]

  - 5月1日 学生数[7]/定員
    - 商業科
      - 第一部 41[注 5]/150
      - 第二部 43[注 6]/80
- 1981年
  - 4月1日 加茂暁星短期大学（かもぎょうせいたんきだいがく）と改称[8]
  - 同 以下の学科を増設する。
    - 幼児教育学科 入学定員50名[9]

  - 同 既存の学科について、以下入学定員を減員する。
    - 商業科
      - 第一部 150→100
      - 第二部 80→50

  - 5月1日 学生数/定員
    - 商業科
      - 第一部 118[注 7]/250
      - 第二部 43[注 8]/80
- 1982年
  - 5月1日 学生数[12]/定員
    - 商業科
      - 第一部 154[注 9]/200
      - 第二部 33[注 10]/100

    - 幼児教育学科 162[注 11]/100
- 1983年
  - 5月1日 学生数[13]/定員
    - 商業科
      - 第一部 137[注 12]/200
      - 第二部 29[注 13]/100

    - 幼児教育学科 169[注 14]/100
- 1984年
  - 5月1日 学生数[14]/定員
    - 商業科
      - 第一部 109[注 15]/200
      - 第二部 11[注釈 2]/100

    - 幼児教育142[注 16]/100
- 1985年
  - 4月1日 以下についてはこの年度で学生募集を最終とする[注 17]
- 1985年
  - 5月1日 学生数[17]/定員
    - 商業科
      - 第一部 87[注 18]/200
      - 第二部 -/100

    - 幼児教育学科 124[注 19]/100
- 1986年
  - 4月1日 以下変更あり[15]。
    - 加茂暁星短期大学→新潟中央短期大学
    - 商業科→商学科

  - 5月1日 学生数[18]/定員
    -       - 第一部 87[注 20]/200
      - 第二部 -[注 21]/50

    - 幼児教育学科 124[注 22]/100
- 1987年
  - 3月31日 以下については左記をもって正式に廃止とする[19]。
    - 商学科第二部

  - 4月1日 商学科第一部を商学科に改称[19]。
- 1991年
  - 4月1日 商学科の入学定員を100→150に増員[注 23]。
  - 5月1日 学生数[24]/定員
    - 商学科 309[注 24]/250
    - 幼児教育学科 146[注釈 3]/100
- 1992年
  - 5月1日 学生数[注 25]/定員
    - 商学科 362[注 26]/300
    - 幼児教育学科 128[注釈 3]/100
- 1993年
  - 4月1日 以下の学科については、この年度で学生募集を最終とする[注 27]。
  - 5月1日 学生数[29]/定員
    - 商学科 363[注 28]/300
    - 幼児教育学科 138[注釈 3]/100
- 1994年
  - 5月1日 学生数[30]/定員
    - 商学科 179[注 29]/150
    - 幼児教育学科 129[注 30]/100
- 1995年
  - 6月5日 以下の学科については、左記をもって正式に廃止とする[31]。
    - 商学科
- 1999年
  - 5月1日 学生数[32]/定員
    - 幼児教育学科 131[注 31]/100
- 2007年
  - 4月1日 幼児教育学科の入学定員を50名から80名に増員[注 32]。
- 2016年
  - 4月1日 幼児教育学科の入学定員を80名から100名に増員[35]。
- 2023年
  - 4月1日 幼児教育学科の入学定員を100名から75名に減員[36]。

## 基礎データ

### 所在地
- 新潟県加茂市希望ヶ丘2909-2

### 交通アクセス
- JR信越本線加茂駅よりバスを利用。

### 象徴
- 右記資料を参照のこと[2]。

## 教育および研究

### 組織

#### 学科
- 幼児教育学科 入学定員75名[36]

##### 過去にあった学科
- 商業科→商学科
  - 第一部→商学科 入学定員150名[注 33]
  - 第二部 入学定員50名[注 34]

#### 専攻科
- なし

#### 別科
- なし

##### 取得資格について
- 現在、幼児教育学科では保育士資格と幼稚園教諭二種免許状が取得できる。
- 過去にあった商学科には司書資格[注 35]が取得できる課程があり、ほか公認会計士や税理士、中級公務員の受験対策にも力をいれていた[26]。

### 研究
- 加茂暁星短期大学幼児教育科調査論集委員会/編『暁星商業短期大学研究論集』[42]
- 『新潟県保育実態調査:保育の多様化，その歴史と現状』[43]
- 『聴覚におけるイメージと知覚の相互作用に関する研究』[44]ほか

### 教育
- 特色ある大学教育支援プログラム
  - 2003年に選定される。

## 学生生活

### 部活動・クラブ活動・サークル活動
- 新潟中央短期大学のクラブ活動
  - 体育系：テニス・バスケットボール・バドミントン・バレーボール・卓球・アウトドア・フットサル・ダンスほか
  - 文化系：ボランティア・ギター・華道・方言ほか

### 学園祭
- 新潟中央短期大学の学園祭は「心泉祭」と呼ばれ毎年、概ね11月に行われている。

## 大学関係者と組織

### 大学関係者一覧

#### 出身者
- 古俣麻弥（声優）

## 施設

### キャンパス
- 体育館・コンピューター室・ピアノ室・リズム室などがある。

## 対外関係

### 系列校
- 新潟経営大学
- 加茂暁星高等学校

## 社会との関わり
- 出前保育：学生達が協力し合って短大で学んだ知識や技術を活かして保育園をはじめとした児童関連施設でイベントを行なうというものである。地域の子育て支援への参画も行なっている。
- 特別受講生制度：地元住民に対して行なっている公開講座で、1989年から実施されている。
- 2002年度から、財団法人私学研修福祉会の助成により「地域のニーズに応える教育課程編成」と題する共同研究プロジェクトに全教員スタッフが取り組んでいる。

## 卒業後の進路について

### 就職について
- 幼児教育科：概ね大半の学生が在学中に取得した資格や免許を活かして新潟県内や隣県の各保育所や幼稚園に就職している。